# 남일이
남일이(본명: 오남일, 1958년 12월 2일 ~ )은 대한민국의 가수, 작사가, 작곡가이다.
현재 거주지는 대전광역시이다.

## 학력
- 공주고등학교 졸업

## 데뷔
- 1976년 "낙엽의 소식"

## 음반
- 1976년 낙엽의 소식
- 2006년 끝내는
- 2007년 가슴꽃
- 2008년 현경 1집 오늘 시간 어떠세요
- 2009년 까치가 울면
- 2010년 나서라 싱글 러브콜
- 2012년 뭐니 뭐니 해도
- 2014년 수레바퀴 인생